# Escudo de la Isla de Jersey
El escudo de armas de la Isla de Jersey fue otorgado a la isla por el Rey Eduardo I de Inglaterra en 1279. Consiste en un campo de gules (o rojo) en el que figuran tres leones (o leopardos, en heráldica a menudo se confunden) de oro, linguados, uñados y armados de azur.
Desde el año 1981 este escudo figura en la bandera de Jersey.
- Datos: Q752773
- Multimedia: Coats of arms of Jersey / Q752773